# Saetheria gomphocephala
Saetheria gomphocephala är en tvåvingeart som först beskrevs av Linevich 1959.  Saetheria gomphocephala ingår i släktet Saetheria och familjen fjädermyggor. Inga underarter finns listade i Catalogue of Life.